# Sinusknoop
De sinusknoop of nodus sinuatrialis is een groep cellen in het hart die het hart er periodiek toe aanzet om een contractie uit te voeren. De sinusknoop bevindt zich in de wand van het rechteratrium. Veel cellen in het hart geven spontaan periodiek een impuls af, maar de cellen in de sinusknoop 'winnen' het van de andere omdat zij van nature de hoogste frequentie hebben en die dus steeds voor zijn.
Na het samentrekken van de boezems geeft de AV-knoop de elektrische impuls door aan de kamers die op hun beurt samentrekken.